# いないかもしれない
『いないかもしれない』は2021年3月29日の月曜 22時45分 - 23時15分にNHK総合の特集ドラマとして放送されたテレビドラマ。
カフェバーに集まった高校時代の元同級生に混じった謎の女の出現により、SNSを通じて4人の元同級生がひた隠しにしてきた高校時代の黒歴史が明かされていくさまを描くワンシチュエーションドラマ。

## キャスト
※ 役名の後の（　）内は順にSNSアカウント名 / アイコン画像。
片桐涼子〈24〉（おりょう / 黒猫のイラスト）
演 - 三浦透子
双葉高校の元生徒。高校時代はスクールカーストの下位に位置していた。
原田明美〈24〉（あけ / 加工された自分の写真）
演 - 清水くるみ
高校時代の涼子の同級生。相手を見下す態度を取ることがあるせいか、友達は少ない。
小田嶋祐介〈24〉（オタジー / 同窓会でのスーツ姿の写真）
演 - 戸塚純貴
高校時代の涼子の同級生。同窓会が開かれるカフェバーを営んでいる。
吉岡宏〈24〉（よっぴー / ギターを持っている、高校生の頃の写真）
演 - 杉野遥亮
高校時代の涼子の同級生。祐介が経営しているカフェバーでアルバイトをしている。
女（?）
演 - あやかんぬ
涼子たちの輪の中に突然入ってきた謎の女。

## スタッフ
- 作 - 大池容子
- 音楽 - 小山絵里奈
- 演出 - 髙橋実香
- 制作統括 - 藤並英樹